# CQ Cephei
CQ Cephei és una binària eclipsant en la constel·lació de Cefeu formada per un estel de Wolf-Rayet i una supergegant blava de tipus espectral O. Es pensa que forma part de l'associació estel·lar Cepheus OB1 i que està a una distància de 3,5 kiloparsecs (11,400 anys llum) del Sol.
El sistema és notable per ser l'estel de Wolf-Rayet binari de més curt període conegut (1,64 dies). Els seus dos components, l'estel Wolf-Rayet i la supergegant blava, tenen lluminositats respectives de 217.000 vegades i 116.000 vegades la del Sol, masses respectives de 20,8 i 21,4 masses solars, i el seu diàmetre és respectivament 8,2 i 8,23 vegades el del nostre estel. Estan separades per una distància equivalent a 20,4 voltes el radi del Sol (14,2 milions de quilòmetres), una distància tan petita que els dos estels arriben a tocar-se a causa de les seves respectives atraccions gravitatòries.